# День, когда остыло Солнце
«День, когда остыло Солнце» (иер. трад. 天國逆子, упр. 天国逆子, кант.-рус.: Тянь го ни цзы, англ. The Day the Sun Turned Cold) — гонконгская мелодрама 1994 года режиссёра Им Хоу. Главные роли в фильме исполнили Сыцинь Гаова и То Цзунхуа.
Фильм получил две номинации на 15-й Гонконгской кинопремии. Также картина одержала по две победы на 2-й Премии Общества кинокритиков Гонконга и 7-м Международном кинофестивале в Токио.

## Сюжет
Гуань Цзянь собирается сообщить об убийстве своего отца, которого не стало 10 лет назад. Предполагаемая убийца, которую он обвиняет в этом преступлении, — его собственная мать.

## В ролях
- Сыцинь Гаова[англ.] — Мать
- То Цзунхуа[англ.] — Гуань Цзянь
- Ма Цзинву — Отец
- Вэй Цзы[англ.] — любовник
- Чжун Шу — младший сын
- Ху Ли — капитан

## Награды и номинации
| Награды                                   | Награды                    | Награды                   | Награды   |
| Кинопремия                                | Категория                  | Лауреат / претендент      | Результат |
| ----------------------------------------- | -------------------------- | ------------------------- | --------- |
| 15-я Гонконгская кинопремия               | Лучший фильм               | День, когда остыло Солнце | Номинация |
| 15-я Гонконгская кинопремия               | Лучшая режиссёрская работа | Им Хоу                    | Номинация |
| 2-я Премия Общества кинокритиков Гонконга | Лучшая женская роль        | Сыцинь Гаова              | Победа    |
| 2-я Премия Общества кинокритиков Гонконга | Спецприз «Film of Merit»   | Им Хоу                    | Победа    |
| 7-й Международный кинофестиваль в Токио   | Гран-при                   | День, когда остыло Солнце | Победа    |
| 7-й Международный кинофестиваль в Токио   | Лучший режиссёр            | Им Хоу                    | Победа    |